# Operação Brother Sam

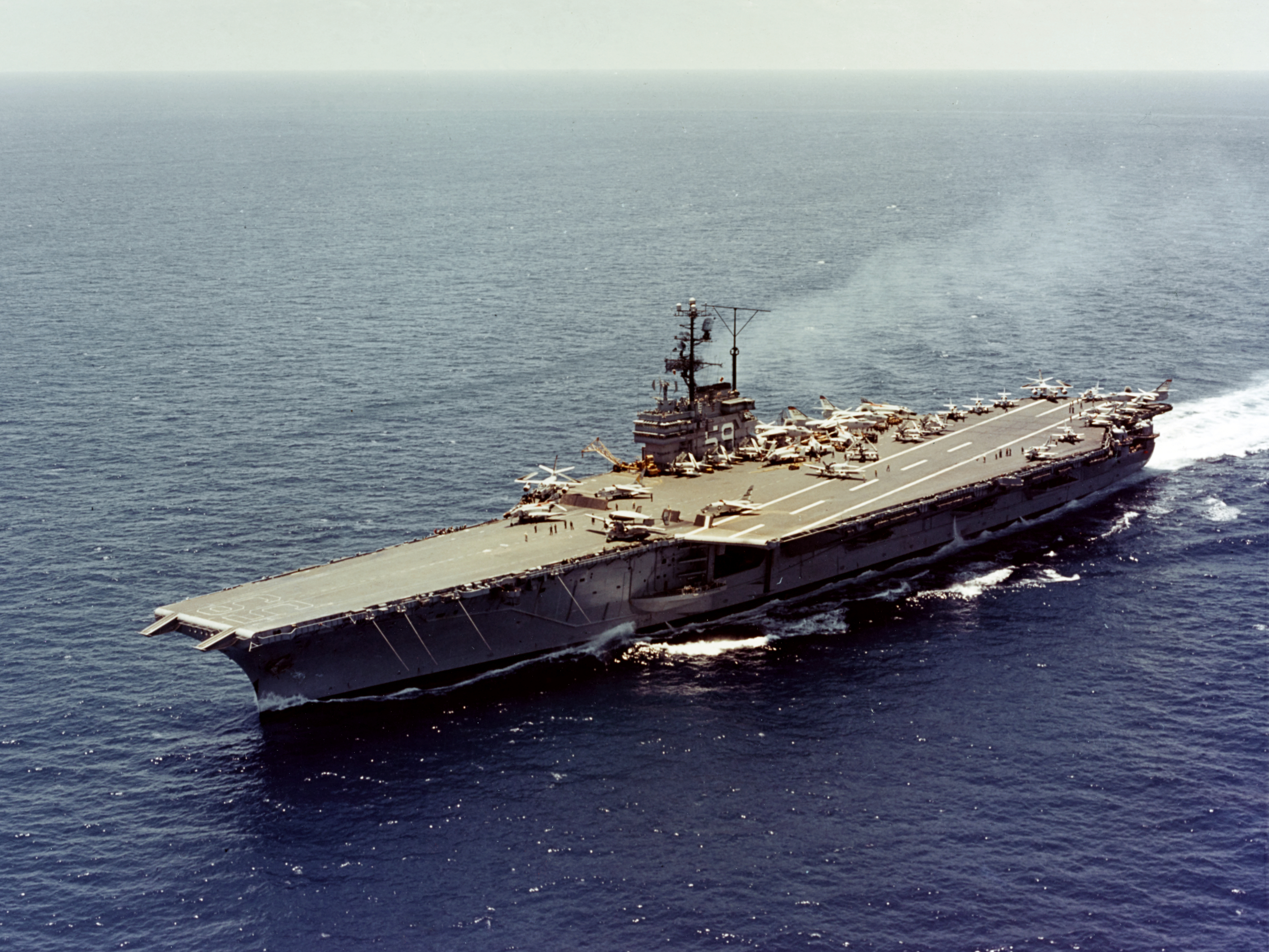
USS Forrestal em 1962

A operação Brother Sam foi a utilização da Marinha e Força Aérea dos Estados Unidos em apoio ao golpe de Estado no Brasil em 1964. Com a deterioração nas relações com o governo de João Goulart e a atitude favorável aos grupos em conspiração contra ele, surgiu a ideia de uma operação para garantir o sucesso de uma sublevação. A questão foi discutida entre o embaixador dos EUA no Brasil, Lincoln Gordon, e oficiais em Washington ao longo do governo do presidente John F. Kennedy e seu sucessor Lyndon B. Johnson. Pensaram em apoio logístico, o posicionamento de uma esquadra no litoral brasileiro para "mostrar a bandeira" e mesmo, numa situação extrema, num plano para uma gigantesca operação terrestre, que não chegou a ser usado. A operação foi planejada mantendo contato com conspiradores brasileiros como o general Castelo Branco, e tinha como pressuposto a formação de um governo provisório que solicitasse ajuda externa.
Com a deflagração do golpe de Estado, a operação foi acionada para transferir pelo mar combustíveis como gasolina aos militares insurretos, deixar uma esquadra perto do Brasil e levar suprimentos bélicos por via aérea. O componente naval consistia no porta-aviões USS Forrestal, um porta-helicópteros e seis destróieres da Segunda Frota, além de quatro petroleiros. O porta-aviões partiu da Virgínia, enquanto os petroleiros deveriam carregar no Caribe. O componente aéreo eram sete aviões C-135 [en], oito aviões de abastecimento, um de apoio e socorro aéreo, oito caças, um avião de comunicações, um posto de comando aerotransportado, armas e munição. O general da Força Aérea George S. Brown [en] recebeu o comando da missão, que foi coordenada pelo Comando Sul, no Panamá.
Enquanto carregamentos aguardavam nas bases aéreas, os navios começaram a deixar seus portos. Entretanto, os militares oposicionistas no Brasil rapidamente derrubaram o governo de Goulart, e Castelo Branco informou que o apoio logístico não seria necessário. A operação foi, assim, desativada antes de ter efeito físico no Brasil, mas demonstrou a disposição intervencionista do governo americano. Com a desclassificação de documentos, ela veio à público em 1976–1977.

## Contexto
Após a Revolução Cubana em 1959, a atitude do governo americano com líderes de esquerda na América Latina endurecia. Entre eles estava o governo de João Goulart no Brasil. Jango, como era conhecido, preocupou os Estados Unidos com suas políticas internas e externas, e as relações bilaterais deterioraram. A Aliança para o Progresso, que seria forma moderada de influenciá-lo, não atingiu seus objetivos, e Washington passou a enfraquecer o governo brasileiro com medidas como o financiamento das campanhas eleitorais oposicionistas em 1962 e o redirecionamento da assistência econômica a governadores oposicionistas.
A partir de um determinado período, disputado na literatura, Washington tornou-se favorável à destituição de Goulart. Desde 1961 alguns grupos de militares brasileiros conspiravam contra o governo, e a Embaixada estava ciente desses movimentos. Em 1963, o governo americano já procurava um grupo nas Forças Armadas capaz de destituir Goulart. Enquanto isso, ao final desse ano desenvolvia planos de contingência e trabalhava em cima do que fazer no caso de uma rebelião. Surgiu a preocupação dela precisar de apoio americano para ter sucesso; em 7 de outubro, Kennedy perguntou a Gordon sobre a possibilidade de ser necessária uma intervenção. Um documento do Departamento de Estado de novembro menciona um novo plano de contingência com "ênfase pesada na intervenção armada dos EUA".  A Brother Sam nasceu a partir de um plano de contingência, que, porém, tinha escopo mais amplo.

## Desenvolvimento da operação

### Discussões na cúpula americana
A versão do plano de contingência de 11 de dezembro de 1963, provavelmente em desenvolvimento desde os meses anteriores, elencava quatro possibilidades. A terceira, o afastamento de Goulart, era semelhante ao ocorrido de fato. A segunda era:
Resistência declarada e organizada de forças democráticas de dimensões relativamente grandes, contando com apoio militar considerável, contra o esforço de Goulart de tomar o poder autoritário.

Isto traz implícito a possibilidade de guerra civil ou, no mínimo, de um choque entre forças democráticas e o regime de Goulart, que está no poder. Sob tais circunstâncias, devemos nos abster cuidadosamente de dar apoio a Goulart por meio de pronunciamentos públicos, fornecimento de armas ou de qualquer outra maneira. Devemos manter uma postura não intervencionista inicial, mas, ao mesmo tempo, buscar maneiras de dar assistência às forças democráticas.

Os conspiradores militares eram chamados de "forças democráticas". A seu pedido,

os EUA poderiam muito provavelmente dispor-se a fornecer apoio sigiloso ou mesmo declarado, especialmente apoio logístico (POL [petróleo, óleo e lubrificantes], alimentos, armas e munições)

O documento salienta que sua descoberta prematura seria prejuízo político. Da mesma forma, uma intervenção aberta seguida da vitória de Goulart contra seus opositores seria um constrangimento. A ideia de uma força-tarefa naval não estava presente no início, mas havia espaço para ela na possibilidade de "intervir com força apenas se houvesse intervenção soviética ou cubana", o que poderia aludir até mesmo a uma operação terrestre.
Em meados de março de 1964, a Embaixada podia constatar o acirramento da crise política, a união dos conspiradores militares na figura do general Castelo Branco, que poderia dar um golpe de Estado, e a adesão dos governadores à conspiração. Uma reunião na Casa Branca em 20 de março e outra na Embaixada, pouco depois, estabeleceram o envio de um porta-aviões e navios petroleiros para apoiar a oposição. A primeira tinha o pressuposto de que, mesmo com os partidários de Castelo Branco tomando a maior parte do país, poderia haver resistência no Rio Grande do Sul e Pernambuco, e uma presença naval no litoral seria demonstração de força em favor dos rebeldes, "mostrando a bandeira". Lincoln Gordon posteriormente declarou que um dos objetivos da força-tarefa seria evacuar os cidadãos americanos em território brasileiro. Isso é possível, mas não é mencionado na sua correspondência com o secretário de Estado em 1964.
A ideia foi criticada por alguns especialistas numa reunião na Casa Branca. Para  McGeorge Bundy, conselheiro de Segurança Nacional, "a punição não parece combinar com o crime". O general Andrew Goodpaster [en] não entendeu como a esquadra poderia ajudar os oposicionistas. Lincoln Gordon teve que enfrentar oposição de seus superiores para fazer valer suas ideias, destacando-se como figura central de todo o apoio aos conspiradores militares brasileiros.
O abastecimento de combustível evitaria que partidários de Goulart na Petrobras cortassem o suprimento. Essa preocupação havia sido transmitida à Central Intelligence Agency (CIA) pelo empresário paulista Alberto Byington. Por outro lado, o plano de dezembro de 1963 já mencionava o combustível e estabelecia que suas providências deveriam ser garantidas, evidenciando que a ideia não nasceu na última hora. Além do combustível, havia a preocupação com os armamentos. Gordon já havia registrado no plano de defesa interna do Brasil, de 20 de março, a pobreza de equipamento das forças de segurança brasileiras.

### Governo provisório e estado de beligerância
O plano de contingência de dezembro de 1963 estabelecia uma condição para o apoio logístico:

Se uma parte significativa do território nacional ficasse sob o controle das forças democráticas, seria altamente desejável a formação de um governo provisório alternativo para poder solicitar ajuda.

Da mesma forma, no momento do golpe o Departamento de Estado especificou que o fornecimento de combustível e munição só poderia vir após "o ponto no qual algum grupo tendo razoável reivindicação de legitimidade consiga formalmente pedir reconhecimento e ajuda de nós e se possível de outras repúblicas americanas". A situação de insurgência ou beligerância regularizaria a oposição no plano legal. A constituição desse novo governo, porém, dependeria dela, sugerindo o contato de conspiradores brasileiros com os planos americanos. O elo entre essa ideia e a conspiração brasileira era o senador Afonso Arinos de Melo Franco.
Magalhães Pinto, governador de Minas Gerais, lançou seu estado em rebelião em conjunto com a guarnição local do Exército, na abertura do golpe de Estado. Na véspera, nomeou um secretariado suprapartidário "de união hermética", incluindo uma Secretaria sem Pasta reservada a Afonso Arinos. Chamado a Belo Horizonte no dia 31, sua função seria de "chanceler da revolução", "o primeiro chanceler da República fora do Itamarati", encarregado justamente de conseguir no exterior o reconhecimento da beligerância. Segundo ele, Magalhães estendeu esse convite pela primeira vez em novembro de 1963, quando mencionou a possibilidade de uma resistência prolongada de Minas Gerais; sua atuação permitiria, por exemplo, a compra de armas no exterior. Em suas palavras,
Magalhães tinha assumido uma responsabilidade nacional. E nesse caso, ele achou que devia fazer junto ao Palácio da Liberdade um governo que tivesse também um caráter nacional. (...) a minha função de secretário sem pasta era a de a obtenção de um eventual apoio internacional para o reconhecimento de nossa condição de beligerância, caso as condições efetivas do movimento que se preparava chegassem até esse ponto. O reconhecimento de beligerância, como você sabe bem, importa no fornecimento de elementos capazes de auxiliar o movimento político que está em andamento.

O governo mineiro pretendia usar o Porto de Vitória para receber armamento estrangeiro, especialmente americano. Conseguiu o consentimento do governador do Espírito Santo e definiu que a Polícia Militar de Minas Gerais defenderia esse corredor logístico. No momento da rebelião, ela organizou próximo às fronteiras fluminense e capixaba o "Destacamento Leste", com o 6º e 11º Batalhões de Infantaria. Ainda assim, uma rebelião poderia ser esmagada logo no início, pois o abastecimento externo demoraria dias para chegar. No caso de uma guerra civil, Minas Gerais estaria em desvantagem mesmo se conseguisse armas para 50 mil voluntários. A CIA relatou que o Porto de Vitória seria necessário para receber combustível, e os rebeldes tinham como controlá-lo.
Gordon chegou a enviar uma mensagem a vários governadores sobre a necessidade da formação de um governo com legitimidade. A CIA relatou que, no caso de conflito aberto no Brasil, a Argentina solicitaria intervenção da OEA no Brasil.
Afonso Arinos teve relevância durante o golpe ao informar seu envolvimento planejado ao deputado San Tiago Dantas. Na manhã de 1º de abril, Dantas disse a Jango que o Departamento de Estado americano estaria disposto a reconhecer um governo paralelo dos rebeldes. Isso foi um dos motivos para a saída do presidente do Rio de Janeiro.

### A hipótese de um desembarque
Na sua conversa com Kennedy em outubro de 1963, Lincoln Gordon mencionou que:

Tivemos uma olhada preliminar, Bob [McNamara], na questão que o general O'Meara [en] perguntou uma vez: suponha que o país caiu sob controle comunista, controle de um grupo comunista, e realmente houvesse uma questão de uma invasão militar para o recapturar, o que seria preciso? Bem, seriam precisas seis divisões, eu esqueci quantos navios e aviões e o que mais, digo, seria uma operação militar realmente enorme.

Tal operação excederia em muito a escala da presença no Vietnã, onde no final de 1963 estavam 16 300 militares americanos. Ela é comparável ao plano "Pot of Gold", elaborado em 1940, com a previsão do desembarque de 100 mil homens no Brasil. Esse plano ainda não foi desclassificado. Há divergência de opiniões sobre fazer parte ou ser distinto da Brother Sam. O plano de contingência vagamente aludia à possibilidade no caso de interferência comunista externa. A operação aeronaval desencadeada durante o golpe, porém, não incluía desembarque de tropas. Em 30 de março o secretário de Estado Dean Rusk notou que "num país de mais de 75 milhões de pessoas, maior que os Estados Unidos continentais, isso não é um trabalho para um punhado de fuzileiros navais."
Conforme Carlos Fico, a entrega de suprimentos nos portos brasileiros ainda exigiria uma pequena presença terrestre, e, no caso de um conflito interno no Brasil, seria possível encontrar alguma interferência comunista externa como pretexto para uma intervenção militar. Nesse caso, seria preciso consultar o Congresso americano e a Organização dos Estados Americanos, um "cenário realmente chocante". Jacob Gorender nota que os navios não traziam contingentes terrestres, e o crescente envolvimento no Vietnã dificultaria uma segunda frente no Brasil. Moniz Bandeira enfatiza a possibilidade de uma invasão. Elio Gaspari escreve que "não há registro documentado que previsse um imediato desembarque de tropa".

### Reta final
A operação foi planejada em cooperação com brasileiros, tendo o general José Pinheiro de Ulhoa Cintra como intermediário. Em 28 de março, Gordon registrou como as preocupações logísticas vinham dos conspiradores e, na semana seguinte, seriam especificadas através do contato entre o general Cintra e o adido militar Vernon Walters. Na interpretação de Marco Antonio Villa, a operação poderia ter em mente o golpe castelista programado para a primeira quinzena de abril, o que permitiria aos navios já estarem perto do Brasil no momento da deflagração. No dia 27, um memorando de Lincoln Gordon previu o clímax da crise política em poucos dias, com Castelo Branco como líder da "revolução".
Informes da CIA em Minas Gerais no dia 30 registraram o início iminente do movimento. Na madrugada do dia 31, o general Olímpio Mourão Filho, comandante do Exército em Minas Gerais, precipitou o golpe de Estado, à revelia de Castelo Branco e os outros conspiradores no Rio de Janeiro e São Paulo.

## A força-tarefa em ação

### Acionamento
Às 11:30, uma reunião de alto nível em Washington discutiu a capacidade de apoio aéreo e naval. Num telegrama enviado à Embaixada, definiram o dilema entre "não deixar passar uma oportunidade que talvez não se repita" e "não pôr o governo dos EUA à frente de uma causa perdida". Além da esquadra e abastecimento de combustível propostos pela Embaixada, foi aprovado também o envio de armas e munições. Às 13:50 o contra-almirante John L. Chew determinou o envio da força-tarefa com o porta-aviões USS Forrestal e dois destróieres de mísseis teleguiados [en] para as vizinhanças de Santos, onde poderia receber novas ordens. Paralelamente, também seria enviado um grupo de apoio de helicópteros, embarcados num navio acompanhado de quatro destróieres. Esses navios pertenciam à Segunda Frota na 4ª Divisão de Porta-Aviões e 162ª e 262ª Divisões de Destróieres. A força-tarefa do Forrestal deveria partir de Norfolk, Virgínia, às 07:00 do dia 1, hora local (09:00 no Rio). Os navios demorariam alguns dias para se reunirem. A força-tarefa com o porta-aviões era esperada na área cerca de 10 ou 11 de abril, e o grupo de apoio de helicópteros, no dia 14.
- Navios de guerra[53]

Navios de guerra
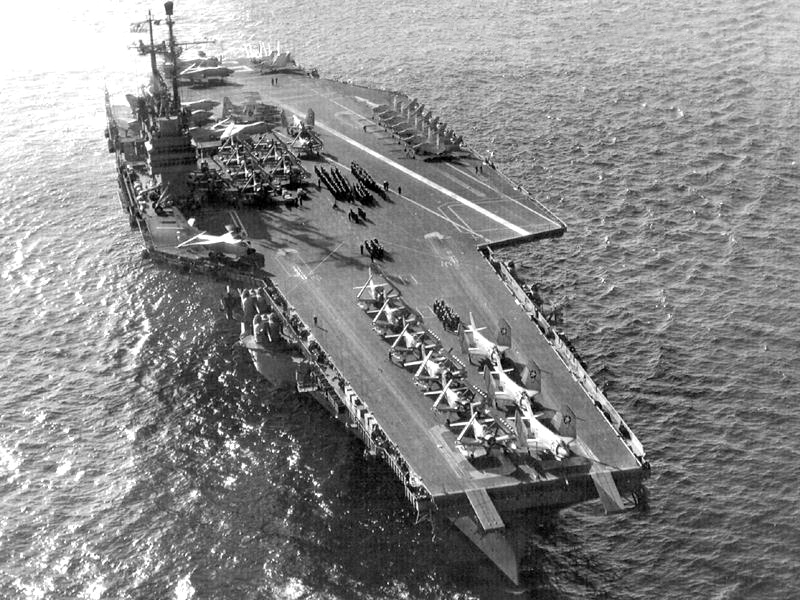
Porta-aviões USS Forrestal (CVA-59)
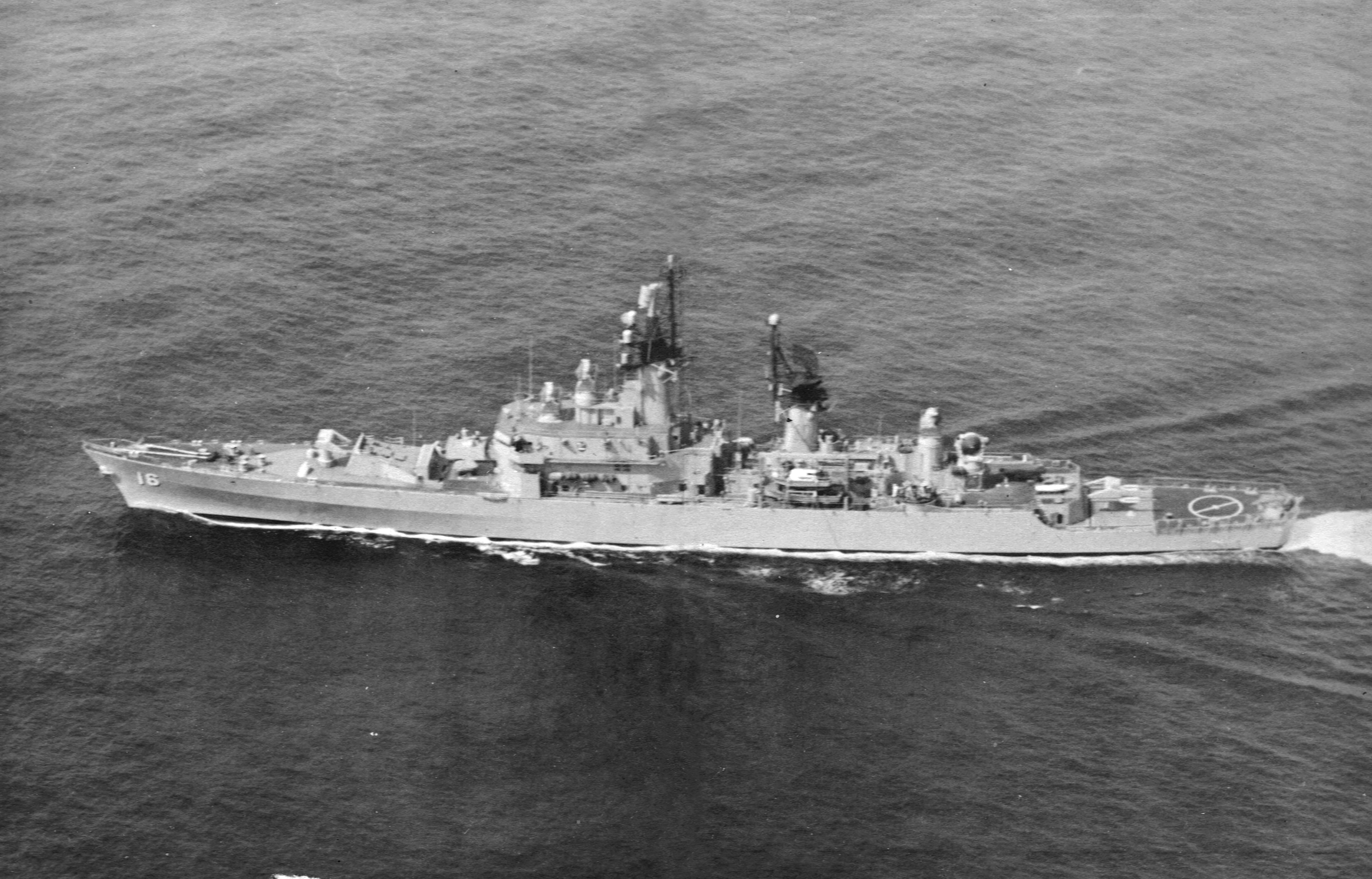
Destróier de mísseis teleguiados USS Leahy (DLG-16)
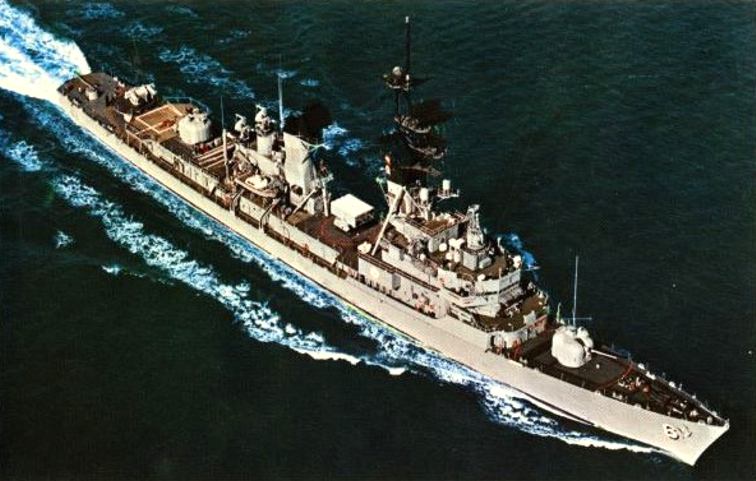
Destróier de mísseis teleguiados USS Barney (DDG-6)
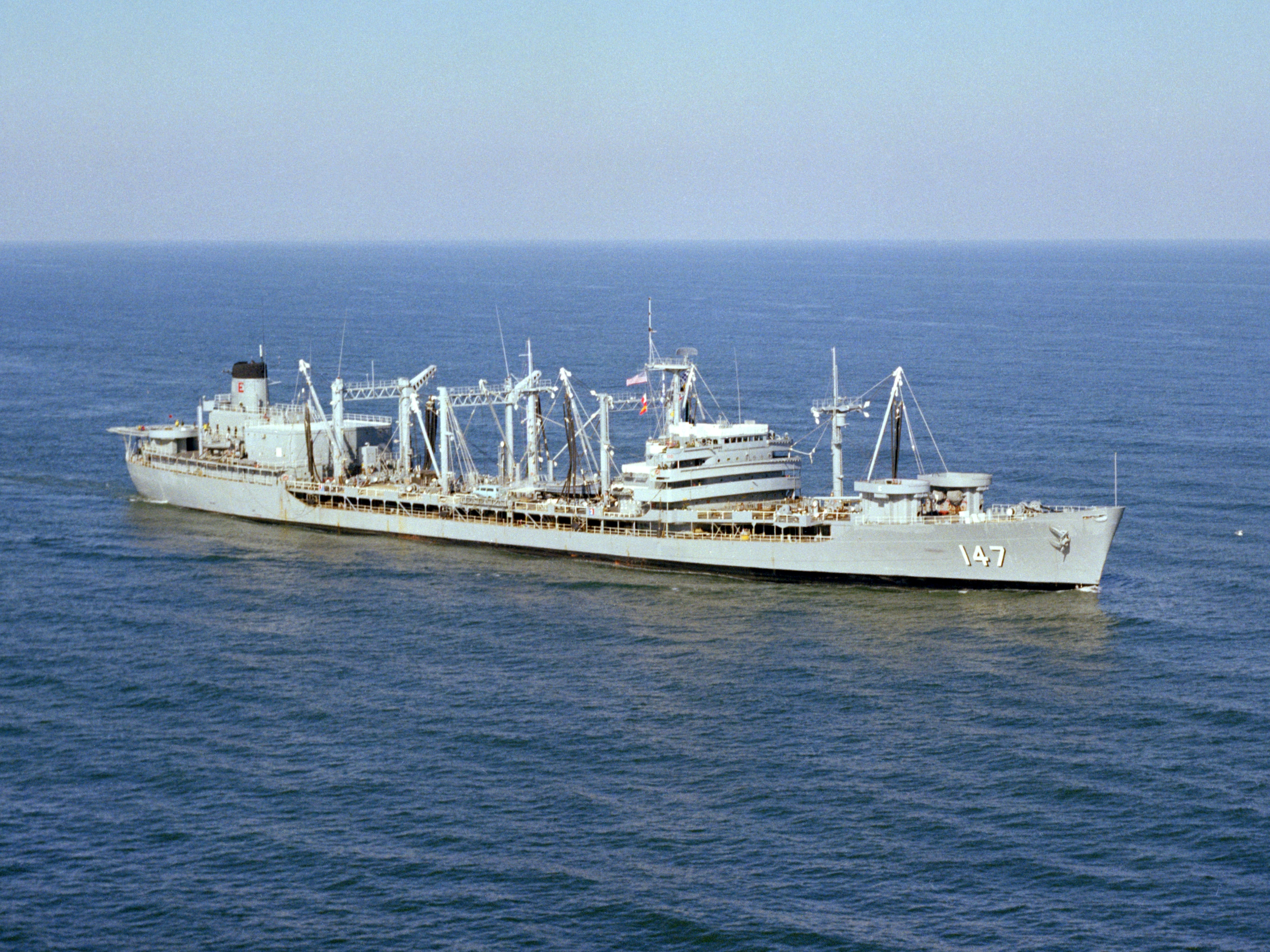
Navio tanque[m] USS Truckee (AO-147)
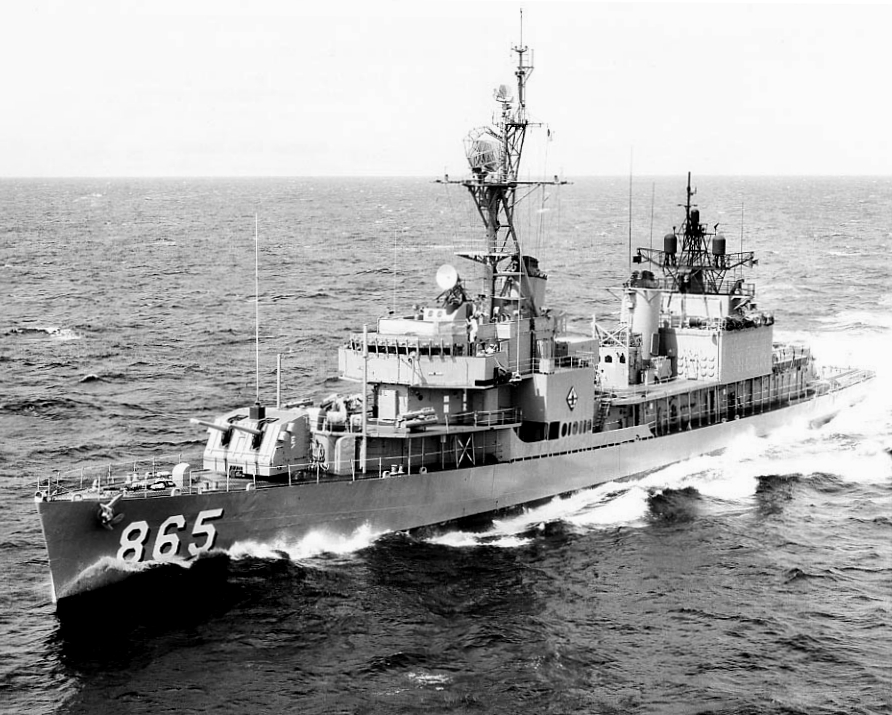
Destróier USS Charles R. Ware (DD-865)
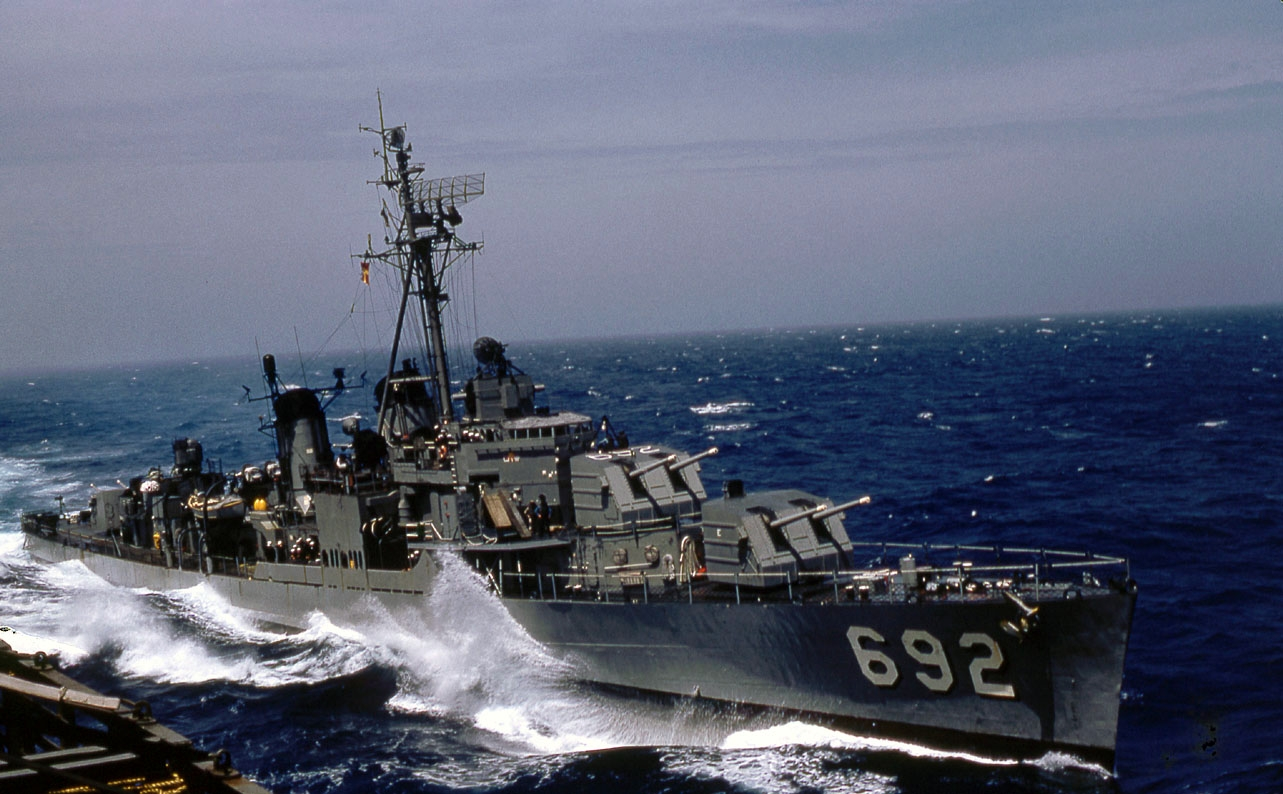
Destróier USS Allen M. Summer (DD-692)
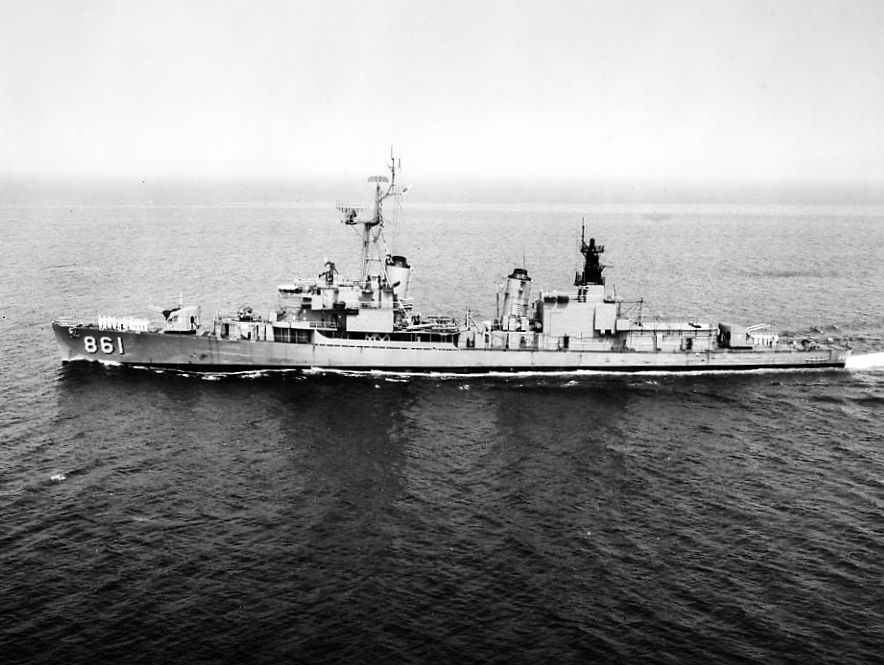
Destróier USS Harwood (DD-861)
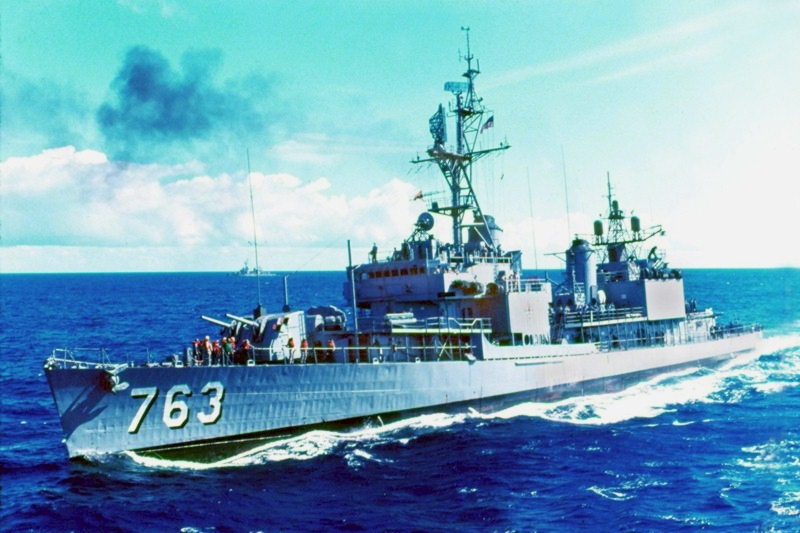
Destróier USS William C. Lawe (DD-763)

Sob sigilo, navios-tanque seriam carregados em Aruba a partir das 19:00 (horário do Rio) do dia 31 e posteriormente enviados na direção do Brasil. A carga de gasolina comum seria o equivalente a um dia de consumo no Brasil a nível de 1977. Na manhã do dia 2, um deles, o Santa Ynez [en], estava pronto para partir. Tinha como destino Montevidéu, Uruguai, mas a 10 ou 11 de abril estaria perto do Rio de Janeiro. Havia ainda a alternativa de transportar combustível por via aérea.
| Petroleiro       | Carregaria em: | Partida    | Chegaria ao Rio em: | Carga (mil barris) | Carga (mil barris)          | Carga (mil barris)          | Carga (mil barris) | Carga (mil barris) |
| Petroleiro       | Carregaria em: | Partida    | Chegaria ao Rio em: | Gasolina comum     | Gasolina de aviação 115/145 | Combustível de aviação JP-4 | Óleo diesel        | Querosene          |
| ---------------- | -------------- | ---------- | ------------------- | ------------------ | --------------------------- | --------------------------- | ------------------ | ------------------ |
| USNS Santa Ynez  | Aruba          | 2 de abril | 10/11 de abril      | 40                 | 16                          |                             | 33                 | 20                 |
| USNS Chepachet   | Aruba          | 4 de abril | 14/15 de abril      | 40                 | 33                          | 35                          |                    |                    |
| SS Hampton Roads | Aruba          | 6 de abril | 14/15 de abril      |                    |                             | 130/150                     |                    |                    |
| SS Nash Bulk     | Trindade       | 7 de abril | 15/16 de abril      | 56                 | 39                          | 70 ou 92                    |                    |                    |
| Total            | Total          | Total      | Total               | 136                | 88                          | 235–277                     | 33                 | 20                 |

Para o transporte aéreo, 250 espingardas de caça calibre .12 seriam transferidas à Base Aérea de Ramey [en], em Porto Rico, às 03:00 (horário do Rio) do dia 1. Enquanto isso, até o meio dia (horário do leste americano) 110 toneladas de armas portáteis e munição chegariam à Base Aérea McGuire [en], em Nova Jérsei. A força aérea seria de aproximadamente sete C-135 (seis para transporte e um de apoio), oito caças de escolta, até oito aviões de abastecimento, um de apoio de socorro aéreo, um de comunicações e um posto de comando aerotransportado. Também seria transportado gás lacrimogênio para controle de multidões. No telegrama do Departamento de Estado à Embaixada em 31 de março, a previsão era de que, havendo condições para o envio, ele demoraria de 24 a 36 horas e teria como destino Campinas. Outro telegrama previa o pouso no Recife.
O general da Força Aérea George S. Brown foi designado comandante da missão, enquanto o general Breitweiser, chefe das forças aéreas no Comando Sul, passou a comandar a Força-Tarefa Conjunta do Comando Sul. A partir das 07:00 (09:00 no horário do Rio), essa força-tarefa, com oficiais do Exército, Marinha, Aeronáutica e CIA reuniu-se na Base da Força Aérea no Panamá para coordenar a logística da operação.

### Cancelamento
No dia 1, altos funcionários em Washington, preocupados com a possibilidade do apoio aberto à rebelião beneficiar Jango, perguntaram à Embaixada se "o impulso continuaria do lado anti-Goulart sem incentivo oculto ou ostensivo de nossa parte". Lincoln Gordon respondeu que "o impulso claramente pegou" e o apoio aberto seria erro político. Acrescentou que Ademar de Barros, governador de São Paulo, e outros paulistas haviam solicitado combustível e presença naval ostensiva, mas não eram importantes. Os americanos estavam bem informados do decurso dos eventos no Brasil e em contato com Castelo Branco. Este declarou a Gordon não precisar de apoio logístico, e a partir de então a operação começou a ser desmontada. Às 17:30, o embaixador relatou da "rebelião democrática 95% vitoriosa".
Em relatório enviado a 01:00 da madrugada no dia 2, Gordon esclareceu que o combustível e os armamentos ainda poderiam ser necessários, pois o controle sobre as refinarias ainda não era garantido e ainda havia resistência no Terceiro Exército. Às 16:00, Castelo Branco confirmou que a última resistência militar no Terceiro Exército havia acabado. A ordem para a dissolução da Força-Tarefa Conjunta veio às 17:22, entrando em efeito às 20:00. Às 16:30 (horário do Rio) do dia 3, determinou-se que "a situação atual no Brasil não exigirá a presença da Força-Tarefa com porta-aviões em águas oceânicas ao Sul do país", como sugerido por Gordon no meio do dia anterior.
A operação transformou-se no treinamento "Quick Kick", após o qual os navios retornaram à normalidade. O diário de bordo do Forrestal registra como o porta-aviões saiu de Hampton Roads [en] no dia 1, dirigiu-se a 17º N 60º W e voltou, ancorando novamente no dia 8. No dia 3, Dean Rusk informou Gordon que, com a desativação militar, os custos de US$ 2,3 milhões dos petroleiros não seriam cobertos pelo orçamento e poderiam ter que ser embolsados pelo Brasil, o que não chegou a ocorrer. À tarde o general O'Meara dispensou os comandos aéreos, mantendo apenas o movimento de combustível. À noite, os Chefes Conjuntos do Estado-Maior cancelaram o transporte aéreo e o petrolífero. Os petroleiros continuaram em movimento até 4 ou 5 de abril, enquanto as armas e munição permaneceram nas bases até 7 de abril.

## Descoberta
Após o golpe, surgiram alguns indícios de uma operação militar americana. O brasilianista Thomas Skidmore mencionou num artigo à época que conspiradores brasileiros solicitaram apoio material a diplomatas americanos. Quatro anos depois, durante uma entrevista de Carlos Lacerda ao programa televisivo Firing Line, um marinheiro no auditório afirmou que, à época, seu navio recebeu ordem de seguir ao Brasil. Alguns conspiradores também fizeram menção, como Mourão Filho, que admitiu saber da possível aproximação de uma esquadra. Entretanto, Lincoln Gordon e Vernon Walters negavam que houvesse mais do que um acompanhamento velado dos acontecimentos.
Nas palavras de Elio Gaspari, "a frota americana só foi avistada doze anos depois". A operação veio a público através da historiadora Phyllis R. Parker. Como parte de seu programa de mestrado, iniciado em 1974, ela acessou documentos recém-liberados na Biblioteca Lyndon B. Johnson. Com a ajuda do próprio Gordon para interpretar os documentos, encontrou eventos ausentes dos livros de história de Skidmore e John W. F. Dulles e em contradição com a versão oficial de funcionários americanos. Sua dissertação foi publicada em português em 1977 como "1964: O Papel dos Estados Unidos no Golpe de 31 de Março". O jornalista Marcos Sá Corrêa também examinou os documentos e publicou artigos no Jornal do Brasil, posteriormente reunidos no livro "1964 visto e comentado pela Casa Branca".

### Citações
1. ↑  Departamento de Estado, 1 de abril de 1964.
2. ↑  Parker 1977, p. 116.
3. 1 2  Fico 2008, p. 101.
4. ↑  Pereira 2018.
5. ↑  Lara 2015.
6. ↑  Spektor 2018, p. 12.
7. ↑  Pereira 2018, pp. 6-7.
8. ↑  Parker 1977, pp. 83-84.
9. 1 2  Pereira 2018, p. 14.
10. ↑  Fico 2008, p. 86.
11. ↑  Hershberg & Kornbluh 2014.
12. ↑  JFK Presidential Library, 7 de outubro de 1963.
13. ↑  Departamento de Estado, 22 de novembro de 1963.
14. 1 2  Faria 2018, p. 56.
15. ↑  Fico 2008, pp. 86-93.
16. 1 2  Parker 1977, p. 109.
17. 1 2 3 4  Fico 2008, p. 93.
18. ↑  Faria 2018, p. 63.
19. ↑  Parker 1977, p. 93.
20. 1 2  Parker 1977, pp. 94-95.
21. 1 2 3 4 5 6  Gaspari 2014.
22. 1 2  Green & Jones 2009, pp. 81-83.
23. ↑  Parker 1977, p. 95.
24. 1 2  Fico 2008, p. 97.
25. ↑  NSC, 28 de março de 1964.
26. ↑  Lara 2016, p. 12.
27. ↑  Green & Jones 2009, p. 71.
28. 1 2  Fico 2008, pp. 94-95.
29. 1 2  Faria 2018, p. 61.
30. 1 2 3  Departamento de Estado, 31 de março de 1964.
31. ↑  Fico 2008, pp. 91-92.
32. ↑  Gomes 1964, p. 100.
33. ↑  Gomes 1964, p. 110.
34. ↑  Castello Branco 1964, pp. 304-305.
35. ↑  Gomes 1964, pp. 73-74.
36. ↑  Silva 2014, pp. 180-181.
37. ↑  Silva 2014, p. 178.
38. ↑  Silva 2014, p. 229.
39. ↑  CIA, 30 de março de 1964a.
40. ↑  Parker 1977, p. 102.
41. ↑  Corrêa 1977, p. 18.
42. 1 2 3  Fico 2008, p. 98.
43. ↑  Fico 2008, pp. 93 e 100-101.
44. ↑  Gorender 1998, p. 72.
45. ↑  Bandeira 1978, p. 175.
46. 1 2  Villa 2014, "A situação é calma".
47. ↑  Faria 2018, p. 64.
48. ↑  CIA, 30 de março de 1964a e CIA, 30 de março de 1964b.
49. ↑  Silva 2014, pp. 172-173.
50. ↑  Parker 1977, pp. 101-102.
51. ↑  Corrêa 1977, pp. 32 e 34.
52. 1 2  Parker 1977, p. 103.
53. 1 2  Corrêa 1977, p. 34.
54. 1 2 3  Parker 1977, p. 104.
55. ↑  Corrêa 1977, p. 17.
56. 1 2  Corrêa 1977, pp. 46 e 48.
57. ↑  Parker 1977, pp. 102-103.
58. ↑  Corrêa 1977, pp. 39-40.
59. ↑  Corrêa 1977, p. 38.
60. ↑  Corrêa 1977, p. 27.
61. ↑  Corrêa 1977, p. 47.
62. ↑  Parker 1977, pp. 105-106.
63. 1 2  Parker 1977, pp. 106-108.
64. ↑  Corrêa 1977, pp. 45 e 52-53.
65. 1 2  Parker 1977, p. 115.
66. ↑  USS Forrestal, abril de 1964.
67. ↑  Fico 2008, p. 99.
68. ↑  Parker 1977, pp. 115-116.
69. ↑  Corrêa 1977, p. 16.
70. ↑  Lara 2016, p. 3.
71. ↑  Lara 2016, pp. 3-6.
72. ↑  Green & Jones 2009, pp. 68-71.